# Commersonia tatei
Commersonia tatei là một loài thực vật có hoa trong họ Cẩm quỳ. Loài này được F.Muell. ex Tate mô tả khoa học đầu tiên năm 1889.